# Hans-Joachim Scherer
Hans-Joachim Scherer (ur. 14 maja 1906 w Bydgoszczy, zm. 16 kwietnia 1945 w Landshut) – niemiecki neuropatolog. Uważany za pioniera badań nad neuropatologią glejaków.

## Życiorys
Uczęszczał do gimnazjum w Magdeburgu, od kwietnia 1925 roku studiował medycynę w Monachium. W 1930 roku zdał egzaminy państwowe. Następnie pracował w Instytucie Patologii w Monachium-Schwabing u Siegfrieda Oberndorfera, razem z przyjacielem ze szkoły Ernstem Scharrerem. W 1930 roku przedstawił dysertację na temat fałdów śluzówki żołądka. W tym samym roku otrzymał stypendium Rockefellera i rozpoczął kurs neuropatologii u Walthera Spielmeyera w Niemieckim Instytucie Psychiatrii (Deutschen Forschunganstalt für Psychiatrie) w Monachium. W lipcu 1931 roku przeniósł się do Instytutu patologii przy Klinice Charité w Berlinie, gdzie pracował z Robertem Rösslem. W sierpniu 1933 roku został aresztowany razem z przyjacielem Leonidem Doljanskim i Henrym Robackiem przez Gestapo. Po kilku dniach został zwolniony; wtedy uciekł z Niemiec do Paryża, potem do Antwerpii, gdzie Ludo van Bogaert ofiarował mu stanowisko kierownika laboratorium w Instytucie Bunge. Po zajęciu Belgii przez Niemców Scherer próbował wywalczyć dla siebie stanowisko dyrektora Instytutu, zajmowane przez Bogaerta; po interwencji Hugona Spatza zamiar Scherera nie powiódł się, a Van Bogaert zwolnił współpracownika. Scherer pracował następnie w Gandawie do 1941 roku, po czym na rozkaz Niemców przeniósł się do laboratorium we Wrocławiu, przy Neurologische Forschungsinstitut V. von Weizsäckera. Tam zajmował się badaniami neuropatologicznymi na materiale pochodzącym od ofiar akcji przymusowej eutanazji dzieci, pacjentów szpitala psychiatrycznego w Lublińcu. Innymi neuropatologami zaangażowanymi w tę akcję byli Berthold Ostertag, Hugo Spatz i Julius Hallervorden.
Scherer zginął 14 kwietnia 1945 roku podczas nalotu alianckiego na stację kolejową w Landshut. Jego żona i córka przeżyły.

## Prace
- Scharrer E, Shherer HJ. Beitrag zur Frage des experimentellen Hyperfeminismus. Zeitschrift für vergleichende Physiologie, 1929, 8: 749-760.
- Beiträge zur pathologischen Anatomie des Kleinhirns. I. Mitteilung. Die lokalen Veränderungen der Kleinhirnrinde. Zeitschrift für die Gesamte Neurologie und Psychiatrie, 1931, 136: 559-595.
- Beiträge zur pathologischen Anatomie des Kleinhirns. II. Mitteilung. Die Erkrankung des Kleinhirns und seiner Kerne, insbesondere des Nucleus dentatus. Zeitschrift für die Gesamte Neurologie und Psychiatrie, 1932, 139: 337-368.
- Beiträge zur pathologischen Anatomie des Kleinhirns. III. Mitteilung. Genuine Kleinhirnatrophien. Zeitschrift für die Gesamte Neurologie und Psychiatrie, 1933, 145: 335-405.
- Die Bedeutung des Mesenchyms in Gliomen. Virchows Archiv für pathologische Anatomie und Physiologie und für klinische Medizin, 1933, 291: 321-340.
- Beitrag zur Differentialdiagnose neurogener Geschwülste. Virchows Archiv für pathologische Anatomie und Physiologie und für klinische Medizin, 1934, 292: 479-553.
- Untersuchungen über den geweblichen Aufbau der Geschwülste des peripheren Nervensystems. Virchows Archiv für pathologische Anatomie und Physiologie und für klinische Medizin, 1934, 292: 479-553.
- Zur Differentialdiagnose der intracerebralen ("zentralen") Neurinome. Virchows Archiv für pathologische Anatomie und Physiologie und für klinische Medizin, 1934, 292: 554-561.
- Gliomstudien I. Problemstellung, Methodik. Virchows Archiv für pathologische Anatomie und Physiologie und für klinische Medizin, 1935, 294: 790-794.
- Gliomstudien III. Angioplastische Gliome. Virchows Archiv für pathologische Anatomie und Physiologie und für klinische Medizin, 1935, 294: 823-886.
- II. Etude sur les gliomes. Comportement des différents gliomes vis-à-vis des cellules ganglionaires. Bulletin de l'Association française pour l'étude du cancer, Paris, 1936, 25: 470-493.
- Structural development in gliomas. The American Journal of Cancer, Lancaster, Pa, 1938, 34: 333-351.
- Cerebral astroytomas and their derivatives. The American Journal of Cancer, 1940, 40: 159-198.
- The forms of growth in gliomas and their practical significance. Brain, Oxford, UK, 1940, 63: 1-35.
- The pathology of cerebral gliomas. A critical review. Journal of Neurology and Psychiatry, 1940, 3: 147-177.
- Vergleichende Pathologie des Nervensystems der Säugetiere. G. Thieme Verlag, Leipzig, 1944.
- De Busscher J, Scherrer HJ. Sur une forme particulière de gliomatose périvasculaire. Journal belge de neurologie et de psychiatrie, 1937, 37: 299-310.